# Yanti
Yanti ist ein weiblicher Vorname.

## Herkunft und Bedeutung
Der Name wird von Sanskrit यान्ति Yānti, einem Titel der hinduistischen Göttin Parvati, abgeleitet.
Insbesondere in Indonesien ist der Name verbreitet, während er in Europa so gut wie unbekannt ist.

## Bekannte Namensträgerinnen
- Yanti Kusmiati (* 1962), indonesische Badmintonspielerin
- Yanti Somer (* 1948), finnische Schauspielerin